# Клірвотерська школа
Клірвотерська школа — це садберійська школа для дітей віком від 4 до 19 років у Ботеллі, штат Вашингтон, північному передмісті Сіетла у США.

## Історія
Школа розпочала роботу в 1996 році як заклад для допомоги з домашнім навчанням, який проводився двічі на тиждень. 1999 року вона стала повноцінною школою, а 2006 переїхала до теперішнього кампусу в Ботеллі.

## Філософія
Клірвотерська школа є садберійською школою, де учні несуть повну відповідальність за свою освіту, а школа управляється прямою демократією, де учні та персонал мають один рівний голос. Загалом правила наголошують на повазі до інших, безпечній поведінці та повазі до спільного простору — центральних питаннях усіх демократичних суспільств.

## Навчальний план
У Клірвотерській школі немає навчального плану, а отже домашнього завдання, іспитів та оцінок. Учнів не поділяють за віком і вони можуть робити що завгодно зі своїм часом та досліджувати свої зацікавлення у зручному їм темпі. Водночас у школі можуть відбуватися формальні уроки, якщо їх організують учні.

## Кампус
Шкільний кампус складається з п'яти будівель на 3,4 акра (13759,3 м²) і містить кухню, художню кімнату, театр, музичну кімнату, офіс, комп'ютерну кімнату, бібліотеку, актову залу та тихі закутки. У школі також є ігровий майданчик, а через кампус протікає струмок Норт-Крік.
Кампус виробляє сонячну енергію за допомогою фотоелектричної системи, що є частиною курсу школи на сталий розвиток.
Школа співпрацює з округом Сногоміш для екологічного відновлення струмка задля збереження лосося та іншої дичини.

## Управління

### Шкільні збори
У Клірвотерській школі щотижня збираються шкільні збори, для створення нових правил і політики. На противагу іншим школам, які мають дебатні команди або учнівські ради, на шкільних зборах кожен присутній має рівну можливість обговорювати, дискутувати та голосувати за всі рішення, які впливають на школу.
Рішення шкільних зборів варіюються від розв'язання невеликих проблем до довгострокового планування, як-от закупівля нових матеріалів, визначення шкільних норм та планування заходів.

### Судовий комітет
У школі також існує Судовий комітет, який забезпечує справедливість у школі. Коли з'являється справа, він співпрацює з учнями, щоби знайти рішення, яке відповідатиме їхнім потребам. Для вирішення сутичок комітет використовує відновне правосуддя, медіацію, практику роботи в колі тощо.

## Учителі
У Клірвотерській школі немає учителів; замість них є «працівники шкільного персоналу», які покликані пильнувати за безпекою у школі та бути ресурсом для учнів; замість викладання матеріалу вони з ними грають, мотивують їх та спільно з ними вчаться.

## Одержання диплома
Клірвотерська школа пропонує атестат про закінчення загальної середньої освіти штату Вашингтон учням, які продемонструють, що вони готові до того, щоб узяти на себе обов'язки дорослої людини у суспільстві. Кандидати на отримання диплома впродовж року регулярно зустрічаються з Дипломним комітетом для отримання допомоги з дипломним проєктом; до його складу входять працівники персоналу та учні, які виступають для кандидата наставниками.
Наприкінці року кандидати можуть презентувати свої проєкти перед школою. Наприклад, деякі учні писали роботи, давали вистави, створювали витвори мистецтва, продюсували фільми та робили відеоігри. Ці проєкти демонструють їхню готовність до випуску.